# Вулкан Пийпа
Вулкан Пийпа — активный подводный вулкан в Беринговом Море. Находится в Командорской котловине в 75 км от Острова Беринга и в 335 км от Камчатского полуострова. Высота — 300 метров. Последнее известное извержение — 5050 лет до нашей эры. Иногда из кратера выходят ядовитые газы.
Назван в честь советского вулканолога Бориса Ивановича Пийпа.